# ویلیام پترسون (ورزشکار دو و میدانی)
ویلیام پترسون (انگلیسی: William Petersson؛ ۶ اکتبر ۱۸۹۵ – ۱۰ مه ۱۹۶۵) دونده و ورزشکار پرش طول اهل سوئد بود.
وی در مسابقات کشوری و بین‌المللی در مجموع برندهٔ ۱ مدال طلا، ۱ مدال برنز شده‌است.